# Scopula flavescens
Scopula flavescens là một loài bướm đêm trong họ Geometridae.